# Grace (álbum)
Grace é o primeiro e único álbum de estúdio oficial e completo de Jeff Buckley, lançado em 23 de Agosto de 1994, produzido por Andy Wallace. Em 2004 foi lançada uma versão especial, Legacy Edition, contendo um disco bônus. O disco teve grande repercussão tanto no meio artístico quanto na mídia especializada, mesmo tendo recebido apenas um disco de ouro anos após seu lançamento. O álbum influenciou grandes nomes da década de 90 e da atualidade, como Radiohead, Muse, Coldplay, Travis, Jamie Cullum, entre outros. É considerado por muitos críticos e artistas um dos melhores CD da década, e até da dupla Robert Plant e Jimmy Page o CD recebeu elogios exaltados.[carece de fontes?] Sua bem sucedida turnê rodou os EUA e parte da Europa, terminando em 1997. O álbum traz, ao todo, sete músicas autorais e três releituras, incluindo o clássico Hallelujah de Leonard Cohen, que foi trilha do filme alemão-austríaco Edukators. "Grace", "Last Goodbye" e "So Real" receberam clipes.
Até hoje o álbum vendeu aproximadamente 2 milhões de cópias ao redor do mundo.

## Faixas

### Versão original
| N.º | Título                           | Compositor(es)                         | Duração |  |
| 1.  | "Mojo Pin"                       | Jeff Buckley / Gary Lucas              | 5:42    |  |
| 2.  | "Grace"                          | Buckley / Lucas                        | 5:22    |  |
| 3.  | "Last Goodbye"                   | Buckley                                | 4:35    |  |
| 4.  | "Lilac Wine"                     | James Shelton                          | 4:32    |  |
| 5.  | "So Real"                        | Buckley / Michael Tighe                | 4:43    |  |
| 6.  | "Hallelujah"                     | Leonard Cohen                          | 6:53    |  |
| 7.  | "Lover, You Should've Come Over" | Buckley                                | 6:43    |  |
| 8.  | "Corpus Christi Carol"           | Benjamin Britten                       | 2:56    |  |
| 9.  | "Eternal Life"                   | Buckley                                | 4:52    |  |
| 10. | "Dream Brother"                  | Buckley / Mick Grondahl / Matt Johnson | 5:26    |  |

## Legacy Edition

### Disco bônus da versão especial
| N.º | Título                                  | Compositor(es)                         | Duração |  |
| 1.  | "Forget Her"                            | Buckley                                | 5:12    |  |
| 2.  | "Dream Brother (versão alternativa)"    | Buckley / Mick Grondahl / Matt Johnson | 4:56    |  |
| 3.  | "Lost Highway"                          | Leon Payne                             | 4:24    |  |
| 4.  | "Alligator Wine"                        | Screamin' Jay Hawkins                  | 3:21    |  |
| 5.  | "Mama, You Been on My Mind"             | Bob Dylan                              | 3:26    |  |
| 6.  | "Parchman Farm Blues / Preachin' Blues" | Bukka White / Robert Johnson           | 6:20    |  |
| 7.  | "The Other Woman"                       | Jessie Mae Robinson                    | 3:05    |  |
| 8.  | "Kanga-Roo"                             | Alex Chilton                           | 14:14   |  |
| 9.  | "I Want Someone Badly"                  | Nathan Larson                          | 2:36    |  |
| 10. | "Eternal Life (versão Road)"            | Buckley                                | 4:50    |  |
| 11. | "Kick Out the Jams (ao vivo)"           | MC5                                    | 3:06    |  |
| 12. | "Dream Brother (Nag Champa Mix)"        | Buckley / Grondahl / Johnson           | 5:24    |  |
| 13. | "Strawberry Street*"                    | Buckley / Goodsight / McNally          | 5:26    |  |

- (Strawberry Street é uma faixa oculta da edição australiana do álbum que não aparece na listagem de faixas)
  - Legacy Edition também traz um DVD incluindo um documentário e vídeos das músicas "Grace", "Last Goodbye", "So Real", "Eternal Life (The road version)" e "Forget Her".

## Formação
- Jeff Buckley - vocal, guitarra, órgão, dulcimer, harmônio, tabla
- Mick Grodahl - baixo
- Michael Tighe - guitarra
- Matt Johnson - bateria, vibrafone(faixa 10)
- Gary Lucas - "Magical Guitarness" (faixas 1 e 2)
- Karl Berger - arranjo de cordas
- Loris Holland - órgão (faixa 7)
- Misha Masud - tabla (faixa 10)